# Zoltán Varga (football, vers 1905)
Pour les articles homonymes, voir Zoltán Varga.
Zoltán Varga, né vraisemblablement dans les années 1900, est un joueur de football hongrois.
Capable de jouer demi centre ou inter (attaquant), il est champion de France avec l'Olympique lillois en 1933.

## Carrière
Arrivé à Lille vers la fin de l'année 1929, il joue officiellement pour l'Olympique lillois à partir de novembre 1930,. Il devient immédiatement un titulaire important de l'équipe lilloise. Présenté dans la presse comme un joueur « international hongrois », il a auparavant joué au MTK Budapest et peut-être au MÁVAG Budapest SK (en),.
En 1932, alors que le professionnalisme est introduit en France, il s'accorde avec le Red Star Olympique pour y signer un contrat mais le club lillois parvient à empêcher son départ pour une question réglementaire et lui faire signer son contrat à Lille,. Titulaire toute la saison, il remporte le premier championnat de France professionnel en 1933 et marque notamment lors de la finale remportée face à l'AS Cannes (4-3). 
Il semble être laissé libre en 1934, alors qu'il est blessé. Il est entraîneur du Stade béthunois pendant la saison 1934-1935,, mais tente ensuite de retrouver une place de footballeur professionnel,. Il est indiqué dans la presse française en 1939 qu'il est reparti vivre en Hongrie.

## Palmarès
- Champion de France (Olympique lillois) : 1933

## Liens
- Ressource relative au sport :   - FootballDatabase